# Titan Quest
Titan Quest è un action RPG sviluppato da Iron Lore e pubblicato nel 2006 da THQ. Nel videogioco il protagonista deve salvare il pianeta dalla minaccia dei Titani, sfuggiti dall'Erebo, attraversando l'antica Grecia, l'Egitto e l'Asia.
Il gioco ha ricevuto un'espansione nel 2007 dal titolo Titan Quest: Immortal Throne. Titan Quest e la sua espansione sono inclusi in Titan Quest: Anniversary Edition distribuita nel 2016, disponibile dal 2018 anche per PlayStation 4, Xbox One e Nintendo Switch.

## Trama
Titan Quest è basato sulla fine delle comunicazioni tra gli dei e gli umani. Il personaggio principale (il cui nome e sesso può essere scelto dal giocatore) inizia l'avventura su di una strada vicino ad un piccolo villaggio chiamato Helos. Il villaggio e tutte le città della Grecia sono state invase da bestie e creature, ispirate soprattutto dalla mitologia greca, che terrorizzano il territorio depredando campi, incendiando oliveti, invadendo città e cimiteri. Su richiesta del capovillaggio Diomede, si reca dall'amico di questi, il generale spartano Leonida, per chiedere aiuto militare; Leonida promette e manda il protagonista in missione a Delfi per interrogare l'Oracolo di Apollo, e lo incarica di trovare un'offerta per la sacerdotessa, un ramo dell'ulivo sacro ad Atena; lungo la strada, l'eroe incontra centauri, satiri, minotauri, gorgoni, e scheletri che gli impediscono il cammino per la prossima città o villaggio; il loro accampamento sarà attraversato dall'eroe presso il monte Parnaso. Dopo averli battuti attraverso miglia di territorio e caverne infestate, l'eroe ha delle brevi pause nelle città di Megara, Delfi e Atene. In ogni città l'eroe apprende la trama attraverso l'interazione con personaggi non giocanti; le invasioni sembrano essere causate da creature antichissime non viste da millenni, note però al misterioso "Ordine di Prometeo". Un Titano minore chiamato Telkino (vedi Telchini) ha distrutto i "condotti" di comunicazione usati dagli antichi sacerdoti ed oracoli per contattare gli dei. Fedro, capo della sezione ateniese dell'Ordine di Prometeo, spedisce l'eroe a Cnosso, sull'isola di Creta, dove il giocatore affronterà il Telkino nei sotterranei del Labirinto di Cnosso.
Dopo aver ucciso il primo Telkino, il giocatore si dirige verso l'Egitto per cercare Imhotep, l'uomo che conosce più di ogni altro mortale i condotti di comunicazione con gli dei, nonché membro dell'Ordine di Prometeo. Dopo aver completato due obiettivi, l'eroe e Imhotep iniziano una cerimonia per riconnettere le comunicazioni, ma il rituale fallisce. Combattendo contro iene, mummie, uomini-sciacallo e scarabei, il giocatore trova e uccide il secondo Telkino dentro la tomba di Ramses nella valle dei Re; alla sua morte, recupera una tavoletta con scritte cuneiformi; Imhotep la legge e rivela che il tempio di Marduk a Babilonia custodisce un'arma che consentirebbe di uccidere anche gli dei dell'Olimpo.
La ricerca del terzo (e ultimo) Telkino porta l'eroe ai giardini pensili di Babilonia, dove l'eroe deve fermare il Telkino nell'ottenere la "falce di Crono", il re dei Titani ucciso da Zeus durante la Titanomachia. L'eroe arriva troppo tardi e il Telkino scappa con la falce, quindi lo insegue e prende la via della seta per l'Oriente, dove combatte contro yeti, mirmidoni e l'esercito di Terracotta lungo la via si ferma sull'Himalaya, e sulla Grande muraglia cinese. Il viaggio è difficoltoso in quanto i nemici sono molto più forti dei precedenti che aveva sconfitto. Raggiunto il Palazzo di Giada, l'Imperatore Giallo avverte l'eroe che il terzo Telkino ha fatto ritorno in Grecia per liberare il Titano Tifone dalla sua eterna prigionia. Durante il viaggio di ritorno, l'eroe scopre che Tifone, se liberato, si dirigerà sul Monte Olimpo. Quando trova l'ultimo Telkino, questi ha già liberato il titano Tifone che si è diretto attraverso un portale che conduce sull'Olimpo; dopo aver sconfitto il Telkino, l'eroe passa attraverso il portale per raggiungere l'Olimpo e battere il Titano Tifone da solo. Dopo aver sconfitto Tifone, Zeus, il re degli dei greci, ringrazia l'eroe per il suo coraggio e parla della rottura delle connessioni con gli dei. Zeus inoltre informa l'eroe che è tempo che l'umanità prenda le decisioni per se stessa.

## Modalità di gioco
Il giocatore inizierà creando il proprio personaggio, scegliendo il sesso, il colore della propria tunica e il nome. Completata la veloce creazione del personaggio, il giocatore entrerà subito nel vivo dell'azione. Il personaggio andando avanti nella storia, completando le missioni e uccidendo i nemici acquisirà preziosa esperienza, che potrà essere utilizzata per salire di livello e potenziare le proprie caratteristiche e poteri. Questi poteri derivano da otto Maestrie:
- Maestria del Combattimento: rende l'eroe più potente nel corpo a corpo e permette di evocare soldati morti.
- Maestria della Natura: permette all'eroe di curarsi o di evocare creature della foresta che potranno essergli di aiuto durante le battaglie.
- Maestria della Terra: dà all'eroe il potere di scagliare magie di fuoco (sfere di fuoco, eruzioni vulcaniche) o un Guardiano di Fuoco soggiogato alla sua volontà.
- Maestria della Tempesta: permette all'eroe di scagliare magie del gelo, del fulmine o evocare potenti venti.
- Maestria dello Spirito: rende l'eroe più resistente ai non-morti, dà un salvavita o permette di evocare entità soggiogate alla sua volontà come il Re dei Lich o un'Entità Aliena.
- Maestria della Caccia: fa diventare l'eroe più abile con l'arco e gli permette di lanciare incantesimi di frecce.
- Maestria della Difesa: rende l'eroe più resistente ai colpi o lo può far diventare un soldato gigante.
- Maestria del Furfante: permette all'eroe di fare trappole o avvelenare i nemici.

Il giocatore, arrivato al secondo livello, potrà scegliere una di queste Maestrie; al livello 8 ne potrà scegliere una aggiuntiva. Il salvataggio funziona a checkpoint, contrassegnati dalle cosiddette Fontane della Rinascita.

## Espansioni
- Titan Quest: Immortal Throne (2007)
- Titan Quest: Ragnarök (2017)
- Titan Quest: Atlantis (2019)
- Titan Quest: Eternal Embers (2021)